# Synthol (culturisme)
Ne pas confondre avec le célèbre liquide jaune, antiseptique et antalgique Synthol.
Le synthol (anglais : site enhancing oil) est un mélange d’acides gras, de lidocaïne et d’alcool qui se présente sous la forme d’une solution huileuse.
Les injections de synthol sont à la mode dans le milieu du culturisme pro, mais l’utilisation du synthol en musculation fait encourir de graves problèmes de santé, comme infections et abcès.